# Richard Vander Veen

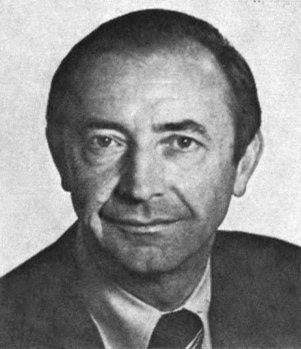
Richard Vander Veen (1975)

Richard Franklin Vander Veen (* 26. November 1922 in Grand Rapids, Michigan; † 3. März 2006 ebenda) war ein US-amerikanischer Politiker. Zwischen 1974 und 1977 vertrat er den Bundesstaat Michigan im US-Repräsentantenhaus.

## Werdegang
Richard Vander Veen besuchte die öffentlichen Schulen seiner Heimat einschließlich der Muskegon High School, die er im Jahr 1940 absolvierte. Während des Zweiten Weltkrieges diente er zwischen 1941 und 1946 in der US-Marine. Dabei war er im südpazifischen Raum eingesetzt. Nach dem Krieg setzte er seine Ausbildung mit einem Studium an der University of South Carolina in Columbia fort. Nach einem anschließenden Jurastudium an der Harvard University und seiner im Jahr 1949 erfolgten Zulassung als Rechtsanwalt begann er in Grand Rapids in seinem neuen Beruf zu arbeiten. Während des Koreakrieges wurde er als Marineoffizier reaktiviert. Später wurde er Präsident der Firma Vander Veen, Freihofer & Cook, PC.
Politisch war Vander Veen Mitglied der Demokratischen Partei. Im Jahr 1958 kandidierte er erstmals, aber erfolglos, für den Kongress. Zwei Jahre später scheiterte er bei den Vorwahlen seiner Partei zur Wahl des Vizegouverneurs von Michigan. Im Jahr 1959 war er Bezirksvorsitzender seiner Partei. In den Jahren 1960, 1962 und 1964 nahm er als Delegierter an den regionalen demokratischen Parteitagen in Michigan teil; 1960 war er Präsident dieser Veranstaltung. Zwischen 1969 und 1974 saß Vander Veen im Bildungsausschuss von East Grand Rapids. Außerdem war er von 1958 bis 1963 Mitglied der staatlichen Gesundheitskommission für Nervenkranke. Von 1964 bis 1969 gehörte er dem Autobahnausschuss an.
Nach dem Rücktritt des Abgeordneten Gerald Ford, der als Nachfolger von Spiro Agnew Vizepräsident der Vereinigten Staaten wurde, wurde Vander Veen bei der fälligen Nachwahl für den fünften Sitz von Michigan in das US-Repräsentantenhaus in Washington, D.C. gewählt. Dort trat er am 18. Februar 1974 sein neues Mandat an. Er war seit 1912 der erste Demokrat, der in diesem Wahlbezirk in den Kongress gewählt wurde. Nach einer Wiederwahl konnte er bis zum 3. Januar 1977 dort verbleiben. Bei den Wahlen des Jahres 1976 verlor er gegen den Republikaner Harold S. Sawyer. 1978 strebte er erfolglos die Nominierung seiner Partei für die Wahlen zum US-Senat an. Später wurde er Mitglied der Kommission für Wasserstraßen des Staates Michigan. Außerdem war er Präsident der von ihm gegründeten Firma Resource Energy Company. Richard Vander Veen starb am 3. März 2006 in seiner Heimatstadt Grand Rapids.